# Іоанн III (герцог Гаетанський)
Іоанн III (†1008), герцог Гаетанський (984—1008), син герцога Маріна II, правив разом з батьком з 978. У 991 призначив співправителем свого сина Іоанна IV.
На той час територія герцогства була поділена маж численними братами. Брат Іоанна Лев у 992 був герцогом Форлі, інший брат Марін носив цей же титул у 999. У 992 інші брати Іоанна Григорій та Дауфер були графами Кастро д'Ардженто і Траетто. У 997 інший брат Бернард став єпископом Гаети. Іоанн III підтримував мир і спокій між братами.
У січні 998 він супроводжував імператора Священної Римської імперії Оттона III у його подорожі до монастиря св. Ніла. У 999 Оттон III підтвердив незалежність різних спадкових володінь (Форлі, Траетто) герцогства Гаетанського. Брати поважали Іоанна та визнавали його першим з володарів герцогства. Визнавши лояльність Іоанна Оттон III 15 жовтня 999 подарував йому замок у Понтекорво. 
Іоанну III спадкував його син, також Іоанн. Його дружина Емілія пізніше стала регентом малолітнього внука Іоанна V.